# Dorothy Walker
Dorothy Walker es un personaje ficticio en Marvel Comics. 
Rebecca De Mornay interpreta a este personaje de la serie de televisión Jessica Jones.

## Historial de publicación
Fue creada por Otto Binder y Ruth Atkinson y apareció por primera vez en Miss America Magazine # 2 (noviembre de 1944). Fue reintroducida en The Defeders # 89 (noviembre de 1980) por David Michelinie y Mike Harris como una salida radical de su concepción inicial.

## Biografía
Dorothy Walker fue presentada como Betty Walker, la típica madre cariñosa de Patsy Walker. Se reveló que esta existencia era un cómic escrito por Dorothy y vagamente inspirado en la vida de la adolescente Patsy. Debido a esto, Patsy fue atendida por su ama de llaves Dolly Donahue. Mientras Dorothy se bañaba en el éxito de su cómic, Patsy la detestaba y su relación era muy tensa. Cuando se divorció de su esposo, Joshua, obtuvo la custodia de Patsy y su hermano Mickey debido a su riqueza.
Dorothy no aprobó el matrimonio de Patsy con Buzz Baxter y cuando ambos se divorciaron, Dorothy perdió el contacto con su hija. Años más tarde, Dorothy sufrió cáncer y murió antes de poder ver a Patsy nuevamente. Patsy se dio cuenta de que, a pesar de la actitud a veces fría de su madre hacia ella, estaba haciendo todo lo posible por perdonarla. Sin saberlo ella, Dorothy intentó hacer un trato con el demonio Avarrish. A cambio del alma de Patsy, Dorothy recuperaría su vida sin cáncer. Sin embargo, Avarrish falló y Dorothy siguió muerta.

## En otros medios
Dorothy Walker apareció en Jessica Jones, interpretada por Rebecca De Mornay. Ella es una agente de talentos y tuvo una relación mucho más abusiva con su hija.
En la temporada 1, "AKA I've Got the Blues", se muestra a Dorothy explotando a su hija adolescente en un espectáculo de Disney Channel llamado It's Patsy. Ella adopta a Jessica Jones en su familia para hacer que la imagen de Trish sea más agradable. En un esfuerzo por evitar que Dorothy obligue a Trish a vomitar, Jessica lanza a Dorothy a través de la habitación exponiendo sus poderes a ella. Años más tarde, Dorothy trabaja en la Agencia de talentos Stars & Tykes, donde su relación con Trish es mucho peor que antes. Ella dice que quiere "enmendar" su relación cuando realmente quiere explotar la fama de presentadores de programas de entrevistas de Trish. Sin embargo, ella ayuda a Trish y Jessica a desenterrar un archivo sobre el misterioso IGH.
En la temporada 2, Dorothy vuelve a impedir la vida de Trish, aunque aprueba la relación de su hija con el reportero de ZCN Griffin Sinclair. Más tarde, se revela que ella ayudó a Griffin a establecer una propuesta elaborada para Trish. Cuando Trish lo rechaza, Dorothy la regaña y Trish finalmente se acerca a su madre y la abofetea, diciéndole que ya no quiere la vida por la que fue moldeada. Se revela que Dorothy fue indirectamente responsable de la muerte del novio de Jessica, Stirling. Después de escapar de la clínica IGH, Alisa se acerca a Dorothy en las calles, afirmando ser la profesora de matemáticas de Jessica. Las dos se conectan brevemente sobre la dificultad de manejar a sus hijas, y Alisa le dice a Dorothy dónde vive Jessica después. Cuando Trish termina en el hospital debido a los experimentos del Dr. Karl Malus, Dorothy se encuentra con Jessica y admite que no la culpa por las decisiones de Trish ya que son las únicas familias que quedan. Más tarde, Alisa intenta atacar a Trish en el hospital, matando al Detective Sunday en el proceso, momento en el que Dorothy vuelve a culpar a Jessica, a pesar de que inadvertidamente reveló la ubicación de Trish en las noticias. Ella sigue cuidando a Trish, pero es llamada por el Detective Costa, lo que le permite a Trish escapar del hospital.
En la temporada 3, las nuevas habilidades de Trish la llevan a un conflicto con el asesino en serie Gregory Salinger, que lleva a la tortura y la muerte de Dorothy.